# Sierra de Almijara
Sierra de Almijara är en bergskedja i Spanien. Den ligger i den södra delen av landet, 400 km söder om huvudstaden Madrid.
Sierra de Almijara sträcker sig 19,5 km i öst-västlig riktning. Den högsta punkten är 2 064 meter över havet.
Topografiskt ingår följande toppar i Sierra de Almijara:
- Cerro de los Majanos
- Cerros del Puerto
- Sierra de Tejeda